# Jacques Pouchain
Pour les articles homonymes, voir Pouchain.
Jacques Pouchain, né le 17 juin 1927 à Paris 13e et mort le 26 juin 2015 à Valence dans la Drôme, est un peintre, sculpteur et céramiste français, surtout réputé pour cette dernière activité.

## Biographie
Après des études d'architecture à Paris, et un séjour à l'académie de la Grande-Chaumière, il se sent une vocation de peintre abstrait, ce qui l'amène à  quitter la capitale dès 1951 pour se consacrer à l'art dans le sud de la Drôme. Jusqu'en 1957, il est responsable de l'atelier de décoration-modélisme à la faïencerie Coursange au Poët-Laval, où il apporte formes et couleurs, et où il acquiert l'art et le goût de la céramique, pour laquelle il crée en 1959 son « Atelier » à Dieulefit, petite ville voisine. Tout y est rassemblé : l’atelier proprement dit, le four, la salle d’exposition. Il y développe deux types de production : au-delà de la poterie utilitaire, il s'oriente rapidement vers la céramique d'art, qui lui vaudra sa renommée, sans cesser de produire en parallèle quelques toiles abstraites,.
Au début des années 1990, alors qu'il est premier adjoint chargé de la culture à la mairie de Dieulefit, il crée dans cette commune avec Serge Emiliani la Maison de la Terre, qui sera un espace d'expositions, et qui accueillera dès 1997 la Maison de la Céramique, centre de formation ayant reçu depuis l'agrément de la Commission nationale de la certification professionnelle (CNCP),.
Son fils Dominique Pouchain, né en 1956, est aussi céramiste et sculpteur.

## Expositions
Ses œuvres lui ont ouvert les portes de nombreux salons, mais aussi des musées et des galeries.
En 1997, l'association des Amis du prieuré de Manthes, à l'occasion d'un évènement artistique qui y est organisé, établit une liste d'expositions personnelles (11), ou de groupe (23), auxquelles il a participé, en France et à l'étranger, entre 1975 et 1996.
Pour une rétrospective posthume de son œuvre organisée en 2018 dans un centre d'art du Poët-Laval, un dossier de presse mentionne plusieurs expositions, salons, centres culturels, musées, où ses œuvres ont été présentées au cours de sa carrière, en France et à l'étranger.
La revue spécialisée Céramique magazine mentionne sa présence, avant 1981, dans deux « grandes expositions du XXe siècle » : en 1965, à l'exposition internationale de céramique contemporaine au musée Cantini de Marseille, et en 1968, à la première Biennale de Vallauris.

## Œuvre
Son souhait déclaré était de réaliser des œuvres populaires et accessibles à tous. 
Lorsqu'il travaille à l'atelier du Poët-Laval, il crée des objets utilitaires (vaisselle, coupelles, vide-poches...) qu'il décore de motifs naturels stylisés aux couleurs vives : oiseaux, fruits, soleil... Il apporte aux collections des formes, des couleurs, des décors nouveaux et un logo.
Dans son atelier de Dieulefit, il utilise de l'émail blanc associé à de l'oxyde de manganèse, que relève un décor gravé. Dans les années 1970, il développe le thème de la féminité et de la fertilité,. D'autres œuvres décoratives prennent la forme d’un animal.
Il signe par ses initiales, ou par un cavalier stylisé souvent assorti des lettres « P L » pour Poët-Laval, ou par la mention « L'atelier Dieulefit ».
Quant à sa peinture, abstraite, en larges aplats, aux couleurs pures, elle est qualifiée par la critique de « dépouillée, austère », voire  « dure ». 

## Collections publiques
En 1997, l'association des Amis du prieuré de Manthes donne un état des collections publiques qui ont acquis des œuvres de Jacques Pouchain entre 1990 et 1993.
Selon le dossier de presse établi à l'occasion d'une exposition posthume  en 2018, certaines de ses œuvres se trouvent dans les collections suivantes : Ville de Paris, Musée d’art Moderne (Paris), Service du Mobilier National (Paris), Musée de Valence, Musée de Marl (Allemagne), Musées de Marseille, Montréal (Canada), Université de Boston (USA), Ville de Valence avec la réalisation d’une fresque murale, église d’Arnouville, Maison de la Drôme (Paris).
Le Centre national des arts plastiques (Cnap) rapporte qu'en 2009, l'association des Amis du musée de Valence a enrichi les collections de celui-ci par des dons d'œuvres de Jacques Pouchain,.
Sous cette rubrique, on peut inscrire une réalisation religieuse, datant du début des années 1960 : le Chemin de croix en céramique  de l'Église Notre-Dame-de-la-Paix d'Arnouville (Val-d'Oise),.